# Исменија
Исменија (грч. Ἰσμηνίας) је био тебански политичар из 4. века п. н. е. и вођа демократског покрета у Теби. 

## Биографија
Исменија се у политичком животу истакао у годинама након завршетка Пелопонеског рата. Током владавине Тридесеторице тирана у Атини, Исменија је пружио уточиште атинским избеглицама које је предводио Трасибул. Иако је била један од најоданијих спартанских савезника у Пелопонеском рату, Теба је била озлојеђена суровом спартанском политиком након 404. године п. н. е. Убрзо је извршен државни удар. Власт су преузели средњи и ситни земљопоседници на челу са Исменијом и Андроклидом. Теба је представљала центар антилаконског расположења непосредно пред избијање Коринтског рата. 
Анталкидиним миром завршен је Коринтски рат, а Спарта је обновила своју хегемонију. Године 382. п. н. е. покренула је поход против Халкидичког савеза. На путу за Халкидики, спартански војсковођа Фебид провалио је у Тебу, заузео акропољ Кадмеју и у њега сместио спартански гарнизон. Подршку му је пружала аристократија Тебе. Спартанци су похапсили представнике демократије. Исменија је погубљен, а Андроклид и Пелопида са 300 људи побегоше у Атину.